# 2,4,6-Trimethoxyamphetamin
TMA-6 ist ein Trivialname für 2,4,6-Trimethoxyamphetamin, ein psychedelisches Halluzinogen aus der Strukturklasse der Amphetamine. Es ist chiral und wurde um 1960 von Alexander Shulgin entwickelt.

## Wirkung beim Menschen
TMA-6 wird in der Regel peroral eingenommen oder nasal appliziert. Es ist in der Wirkung wohl am ehesten mit Meskalin vergleichbar (sowie TMA-Analoga wie TMA-2). Es weist sowohl stimulierende als auch psychedelische Effekte auf. Shulgin gibt die oral wirksame Dosis im Bereich von 25 bis 50 mg an, die Wirkdauer liegt bei 12 bis 16 Stunden.

## Rechtsstatus
Als Abkömmlinmg des  2-Phenethylamins unterliegt TMA-6 in Deutschland dem im November 2016 in Kraft getretenen Neue-psychoaktive-Stoffe-Gesetz. Bis auf die im Gesetz definierten Ausnahmen sind Handel, Inverkehrbringen, Herstellung, die Verabreichung sowie das Verbringen von TMA-6 grundsätzlich strafbar.